# Оливейра, Кристиана
Кристиа́на Барбо́са да Си́лва де Оливе́йра (порт. Cristiana Barbosa da Silva de Oliveira; род. 15 декабря 1963, Рио-де-Жанейро) — бразильская актриса

, фотомодель и журналистка.

## Биография
Кристиана Барбоса да Силва де Оливейра родилась 15 декабря 1963 года в Рио-де-Жанейро в семье Оскара де Оливейра и Эужении Барбоза да Силва (умерла 27 апреля 2008). У неё есть восемь старших братьев и сестёр: Ирени, Инес, Мария Эужения, Виктор, Биа, Марио и Лусия.

## Карьера
В 1983 году Оливейра дебютировала в качестве модели, приняв участие в конкурсе красоты, проводимом журналом «Jornal do Brasil», продвигавшим бренд очков, и в котором она стала победительницей. С 1989 года снимается в кино и на телевидении, одна из наиболее известных ролей — Алисинья в телесериале «Клон» (2001—2002). Некоторое время работала журналисткой. 

## Личная жизнь
Оливейра дважды была замужем — за фотографом Андре Вандерли и бизнесменом Маркусом Сампаю (с 1994 по 2013 год). У неё есть две дочери — Рафаэлла (род. 1987) от брака с Вандерли и Антония (род. 18 мая 1999) от брака с Сампаю. От дочери Рафаэллы есть внук — Мигель (род. 7 февраля 2013).

## Избранная фильмография
| Год       |   | Русское название | Оригинальное название | Роль                                      |
| --------- | - | ---------------- | --------------------- | ----------------------------------------- |
| 2001—2002 | с | Клон             | O Clone               | Алиси Мария Феррейра дас Невес (Алисинья) |